# Michael Levitt
Michael Levitt (Pretoria, Sudáfrica; 9 de mayo de 1947) es un físico y biofísico sudafricano (nacionalizado estadounidense, británico e israelí). En 2013 recibió el Premio Nobel de Química junto con Arieh Warshel y Martin Karplus por el desarrollo de modelos y programas informáticos que permiten entender y predecir el comportamiento de complejos procesos químicos.
Ha sido catedrático de biología estructural en la Universidad Stanford de California desde 1987.

## Biografía
Levitt nació en Pretoria (Sudáfrica) en el seno de una familia judía. A lo largo de su carrera ha trabajado en varios centros universitarios, de cuyos tres países ha obtenido la nacionalidad: en 1967 se graduó en el King's College de Londres y en 1971 se doctoró en biofísica por la Universidad de Cambridge (Reino Unido), fue profesor entre 1979 y 1987 en el Instituto Weizmann de Ciencias (Israel) y finalmente en la Universidad de Stanford como catedrático de Biología estructural desde 1987 (Estados Unidos).
Entre sus alumnos se encuentran profesores de renombre como Steven Brenner, Cyrus Chothia, Valerie Daggett, Mark Gerstein, Julian Gough Ram, Gunnar Schroder, Gaurav Chopra, Peter Minary, Abraham Samson, Xuhui Huang y otros.

## Premio Nobel de Química
El 9 de octubre de 2013, Levitt fue galardonado con el Premio Nobel de Química junto con Arieh Warshel y Martin Karplus por el desarrollo de "modelos multiescala de complejos sistemas químicos".
Gracias al trabajo que empezaron a desarrollar entre 1970 y 1976, se sentaron las bases de los programas informáticos que se utilizan para comprender determinados procesos químicos. Estos programas simulan el comportamiento en la vida real de las reacciones químicas (las cuales se producen en fracciones de microsegundo), eliminando la necesidad de hacer un experimento clásico de laboratorio. A su vez, la posibilidad de plantear un proceso químico y comprobar rápidamente los diferentes resultados permite resolver hipótesis y hacer predicciones fácilmente.
Además de las utilidades prácticas, la simulación de procesos químicos ayudaría, entre otros, a estudiar cómo crear nuevos materiales o fármacos. Otra aplicación sería, por ejemplo, utilizar la informática para conocer las distintas maneras en las que puede crecer una célula solar y cuál de los organismos resultantes sería el más eficiente captando luz, lo que podría usarse para generar electricidad.
Levitt es el padre de la llamada biología computacional, y su aportación al trabajo se basó en la creación del marco teórico y conceptual en el que se basan dichos programas. Además, desarrolló los primeros modelos de grandes complejos macromoleculares.

## Covid-19
Levitt también expresó su preocupación por los efectos potencialmente dañinos de las órdenes de confinamiento relacionadas con la COVID-19 en la actividad económica, así como por el aumento de las tasas de suicidio y abuso infantil, y firmó la Declaración de Great Barrington, una declaración respaldada por un grupo de académicos que abogan por alternativas al confinamiento y que ha sido criticada por OMS y otras organizaciones de salud pública como peligrosas y carentes de una base científica sólida·.